# Stadtkirche Sternberg

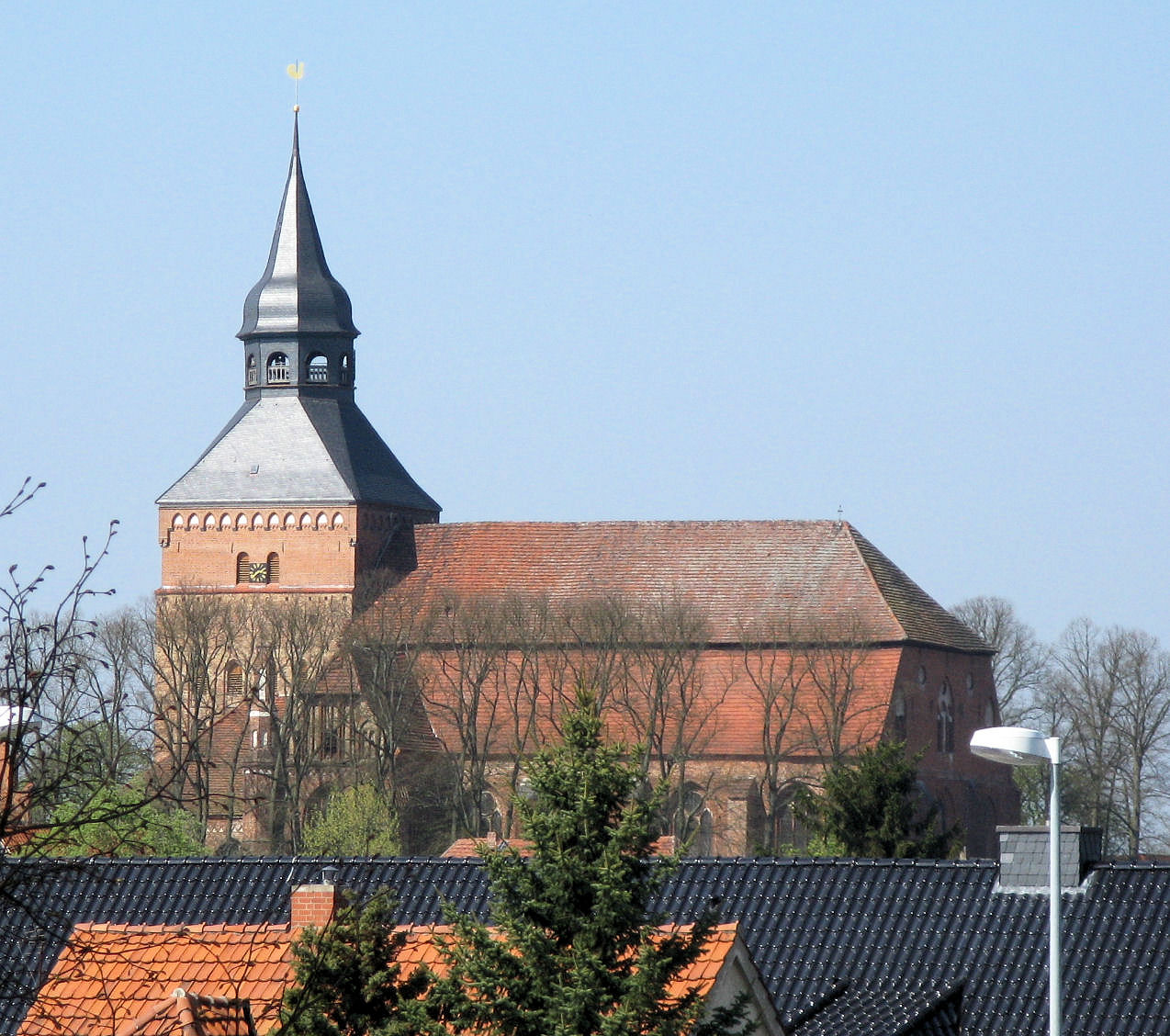
Die Stadtkirche St. Maria und St. Nikolaus in Sternberg

Die Stadtkirche St. Maria und St. Nikolaus wurde 1309 bis 1322 im mecklenburgischen Sternberg beim Markt errichtet. Sie ist seitdem die Hauptkirche Sternbergs, einer Kleinstadt zwischen Schwerin und Güstrow in Mecklenburg-Vorpommern. Sie ist die Kirche der Kirchengemeinde Sternberg in der Kirchenregion Sternberg in der Propstei Wismar im Kirchenkreis Mecklenburg der Evangelisch-Lutherischen Kirche in Norddeutschland.
Eine frühgotische Vorgängerkirche wurde im Jahr 1232 erstmals urkundlich erwähnt. Die heutige Stadtkirche verdankt ihre Größe – die für eine kleine Stadt wie Sternberg beachtlich ist – dem mecklenburgischen Fürsten Heinrich II. Dieser begann nach einem Stadtbrand 1309 mit den systematischen Aufbau der Stadt und mit dem Bau der repräsentativen Kirche. Er wählte im Jahr 1310 Sternberg zu seiner Hauptresidenz.
Das Backsteingebäude hat die Bauform einer fünfjochigen Hallenkirche. Bei einem großen Umbau 1895/1896 wurden dem Gebäude neogotische Elemente hinzugefügt.

## Historische Bedeutung
In der Stadtkirche St. Maria und St. Nikolaus wurden bis in das Jahr 1913 in zweijährigem Rhythmus (im Wechsel mit Malchin) die mecklenburgischen Landtage eröffnet. Im Jahr 1931 verlieh der Oberkirchenrat der Evangelisch-Lutherischen Landeskirche von Mecklenburg-Schwerin der Stadtkirche den Ehrennamen „Reformationsgedächtniskirche“ zum Gedenken an den außerordentlichen Landtag vom 20. Juni 1549 bei Sternberg, auf dem in Mecklenburg die Reformation eingeführt wurde.
Nach dem Sternberger Hostienschänderprozess von 1492 und dem anschließenden Judenpogrom war St. Maria und St. Nikolaus als Wallfahrtskirche Ziel zahlreicher Pilger. Zur Aufbewahrung der angeblich von mecklenburgischen Juden geschändeten Hostien und Verehrung des „Heiligen Blutes“ wurde die Kapelle des Heiligen Blutes an die Kirche angebaut. Seit 2007 erinnert ein Mahnmal an die Geschehnisse.
Heute steht die Stadtkirche Sternberg unter Denkmalschutz und ist in die Denkmalliste des Amtes Sternberger Seenlandschaft eingetragen.

## Baugeschichte

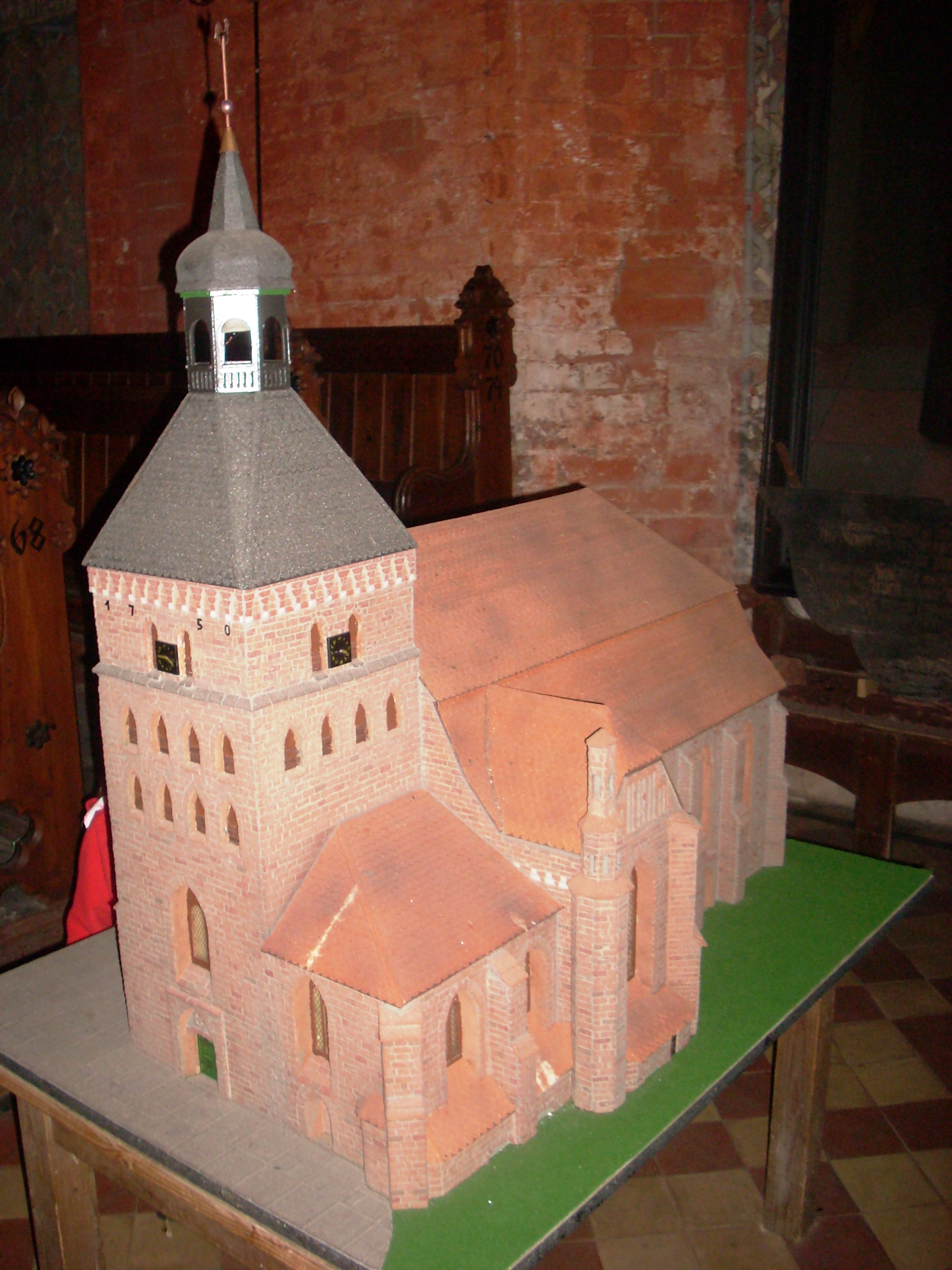
Modell der Sternberger Kirche mit Winterkirche, Heiliger Blutskapelle und Turm im Vordergrund

Die Kirche ist eine frühgotische Backsteinkirche. Sie ist eine sogenannte westfälische fünfjochige Hallenkirche mit ideal quadratischem Grundriss ohne Chor mit drei Schiffen, die im Osten durch eine gerade Wand gleichmäßig abgeschlossen werden.
Der Bau begann im Jahr 1309 und war 1322 fertiggestellt. Urkundlich erwähnt wurde die Kirche erstmals am 31. März 1328, als ihr Fürst Heinrich II das Dorf Loiz schenkt.
Die beiden Seitenschiffe stammen noch aus dem Mittelalter. Das Gewölbe des Mittelschiffes wurde nach dem verheerenden Stadtbrand im Jahr 1741 fünf Jahre später neu erbaut. Ebenfalls nach 1741 entstanden die Gesimse, das Mansarddach sowie Altar und Kanzel im Stil des Barock, die bis 1896 vorhanden waren.
Die doppelgeschossige Nordsakristei stammt aus dem 14. Jahrhundert. In den Jahren 1494–96 entstanden durch die gewachsene Bedeutung als Wallfahrtskirche die Winterkirche und die Kapelle des Heiligen Blutes.
Beim großen Umbau 1895/96 unter Leitung von Gotthilf Ludwig Möckel wurde die Kirche, vor allem der Innenraum, neogotisch umgestaltet. Es entstand die Westempore, und es wurden alle Fenster erneuert, das Gestühl, die Kanzel und der Altar ausgetauscht. Einige Portale wurden vermauert, und der Haupteingang wurde von der Vorhalle zur Turmhalle verlegt. Diese erhielt dabei ein Kreuzgewölbe und wurde mit Bildern ausgestattet. Zwischen Winterkirche und der Kapelle des Heiligen Blutes wurde eine Trennwand eingezogen.
Die Kirche wurde beginnend in den 1990er Jahren abschnittweise renoviert; eine umfassende Restaurierung des Innen- und Außenraumes erfolgte in den Jahren 2010 bis 2012.

## Bau

### Hauptkirche

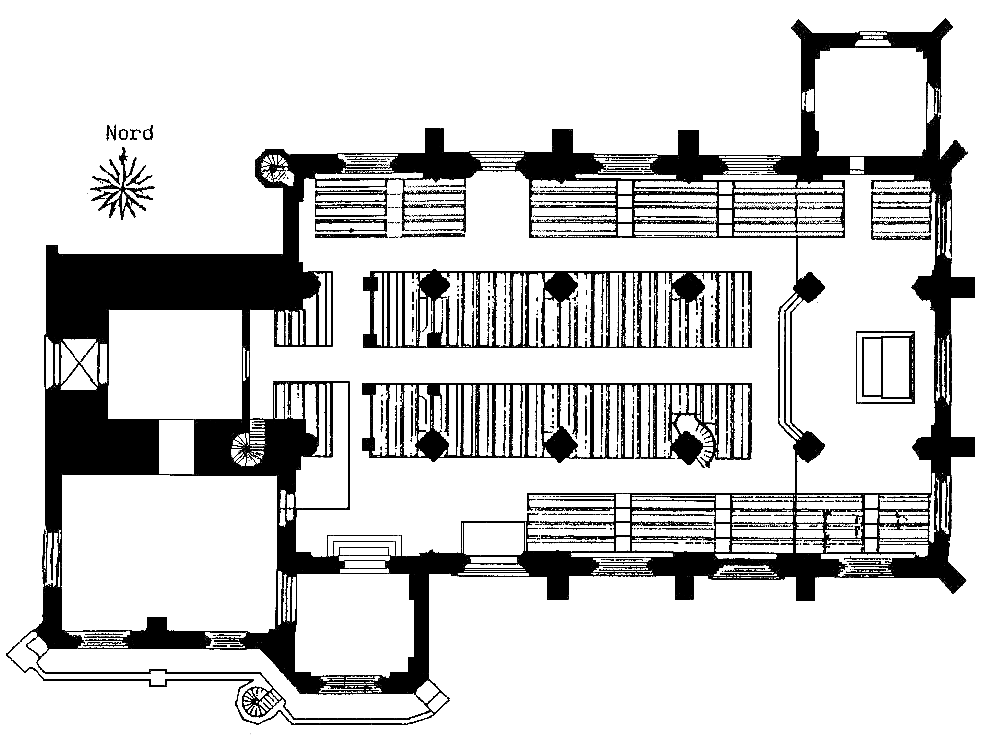
Grundriss der Kirche

Das Kirchengebäude ist ein rechteckiger Bau mit den Anbauten der Winterkirche, Sakristei und des Turmes. Das gesamte Kirchengebäude ist in der Ost-West-Achse 51 Meter lang und das Hauptgebäude 25 Meter breit. Es besitzt im Osten einen geraden Abschluss ohne Chornische. Es hat ein Mittelschiff und zwei gleich lange, nicht viel niedrigere Seitenschiffe. Die Kirchengewölbe werden von acht Pfeilern und vier Pilaster in zwei Reihen angeordnet gestützt. Die Pfeiler sind achteckig mit viereckigen Sockeln ausgeprägt. Sie haben Basen und Kapitäler und an den vier schmalen Seiten schlanke Halbsäulen. Die Säulen sind mit verschiedenen Mustern bunt bemalt. So beispielsweise mit schwarz, gelb und rot getreppten Sparren mit grüner Blattranke an den Rändern. Alle Säulen sind mit Wappen verziert.
Alle drei Kirchenschiffe besitzen gebuste Kreuzgewölbe mit annähernd gleich hohen Schenkeln.
Die gotischen Fenster der Kirche sind durch schmale steinerne Säulen dreifach geteilt. Das Fenster hinter dem Altar ist vierfach geteilt und neueren Ursprungs, da bei den beiden großen Bränden der Altargiebel einstürzte. Die beiden anderen Fenster in der Altarwand und die beiden unten abgekürzten Fenster über den beiden Hauptpforten auf der Südseite haben über ihren Wölbungen drei kleine runde Fenster oder Rosen.

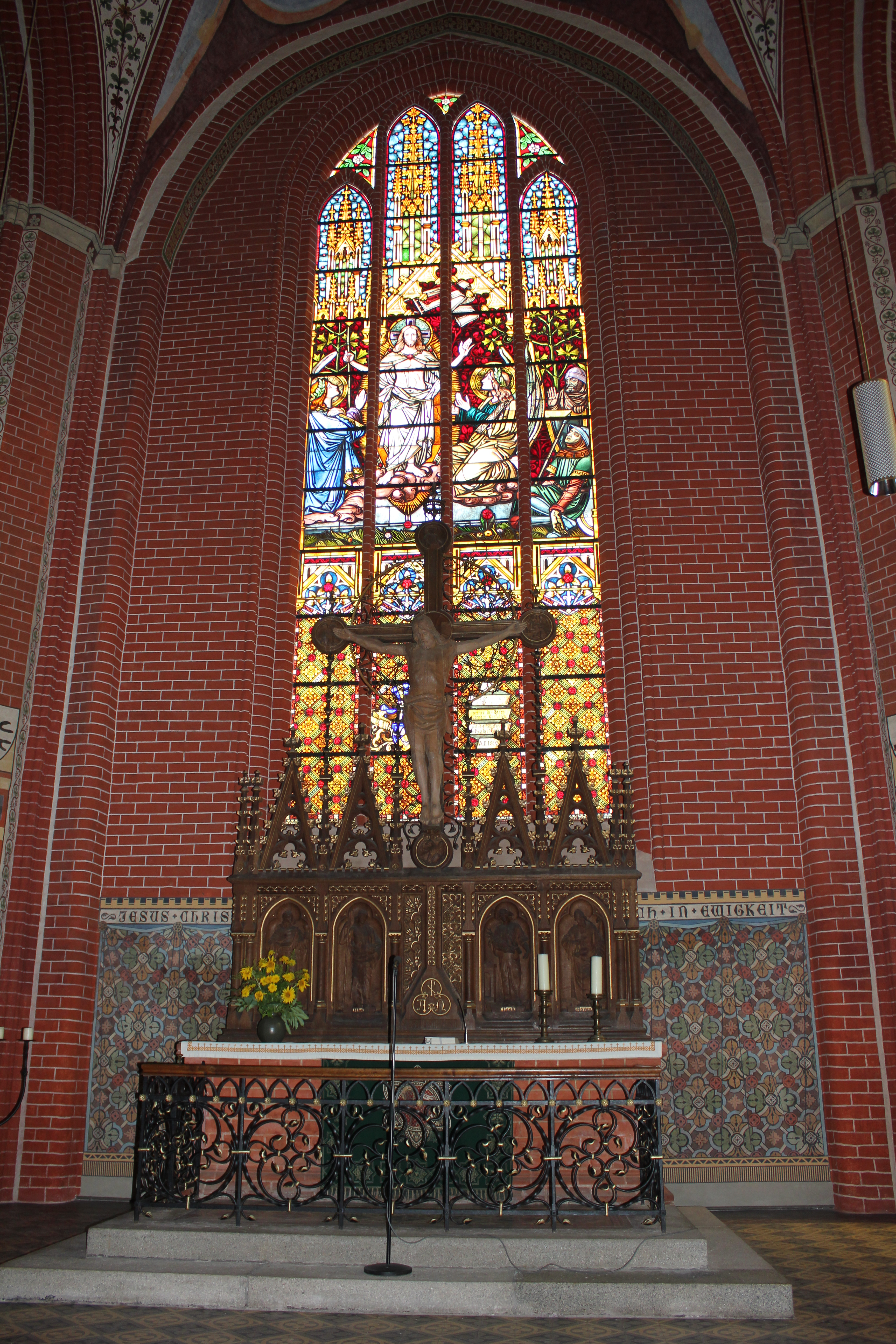
Der Altar

Die Fensterscheiben der Altarwand stellen die kirchlichen Feste Pfingsten, Ostern und Weihnachten dar. An der Südseite findet man das sogenannte Reformationsfenster. Er zeigt Martin Luther und die damaligen mecklenburgischen Landesherren Johann Albrecht I. und Heinrich V. Alle vier Fensterscheiben stammen von 1895 und wurden unter Verwendung von privaten Spenden zu DDR-Zeiten restauriert.
Die beiden Hauptpforten sind schräge eingehend und mit Rippen oder Säulen mit kleinen Kapitälern geschmückt. An der südlichen Pforte unter dem Turm sind die Mauernischen mit spitzen Giebeln und schwarzglasierten Verzierungen ausgeführt. Sie ist der derzeitige Haupteingang der Kirche. Neben der Pforte befindet sich links ein eingemauerter Granitblock mit zwei Fußspuren. Einer Sage nach sind dies die Fußspuren von Eleasars Frau, welche in den Stein sank, als sie die Hostien im Bach versenken wollte. An den Fußspuren sind jedoch Meißelspuren zu erkennen, so dass die eigentliche Herkunft nicht bekannt ist. An der Westecke des südlichen Seitenschiffes wurde die Kapelle des Heiligen Blutes angebaut. Sie ragt über die Seitenwand der Kirche hinaus.
Am Altar liegt die ehemalige Altarplatte, mit den fünf Weihekreuzen gekennzeichnet. Sie trägt die (sekundäre) Inschrift Ein Divack war 1572 Burgemeister zu Sternberg.

### Kapelle des Heiligen Blutes

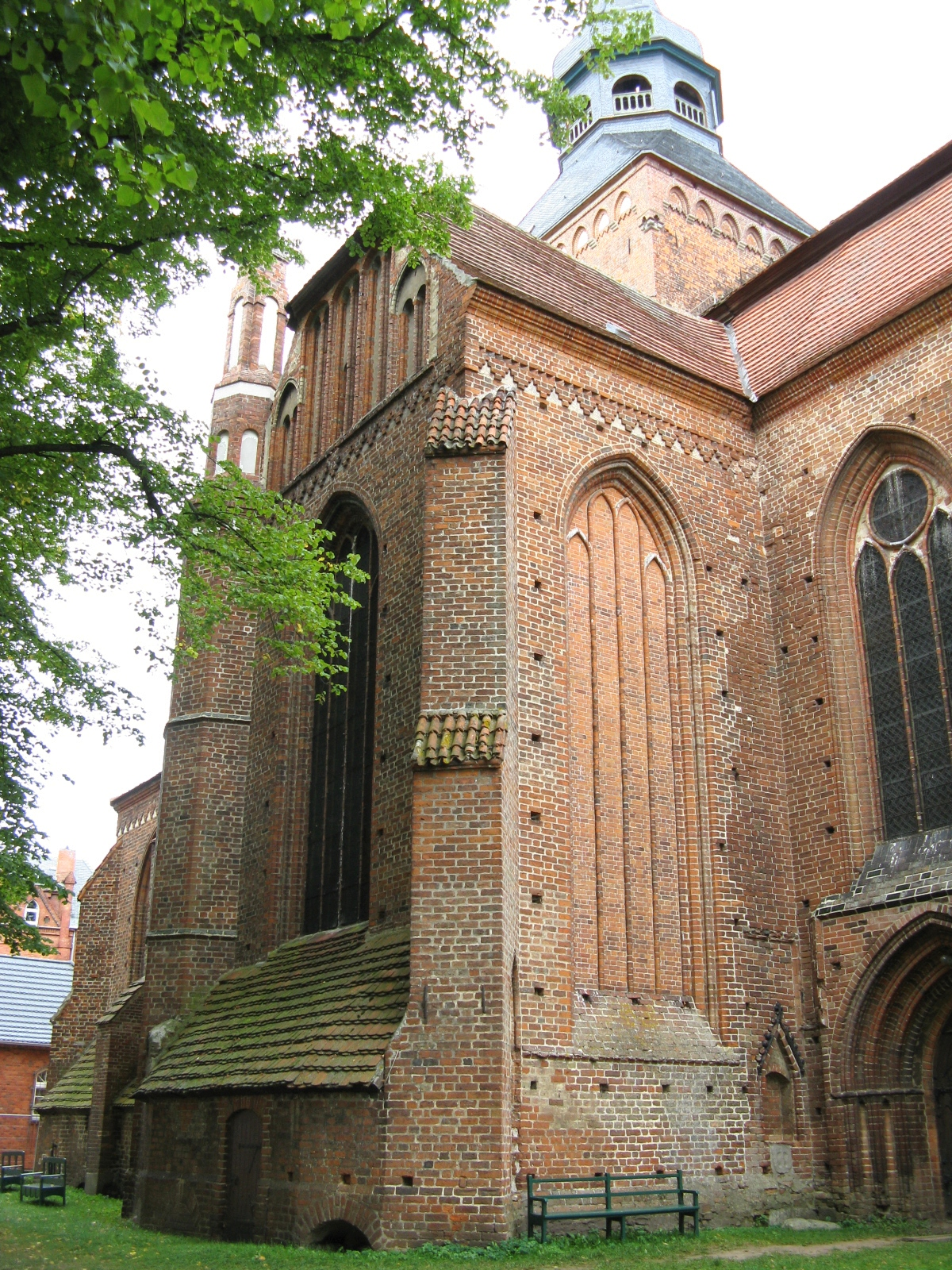
Kapelle des Heiligen Blutes

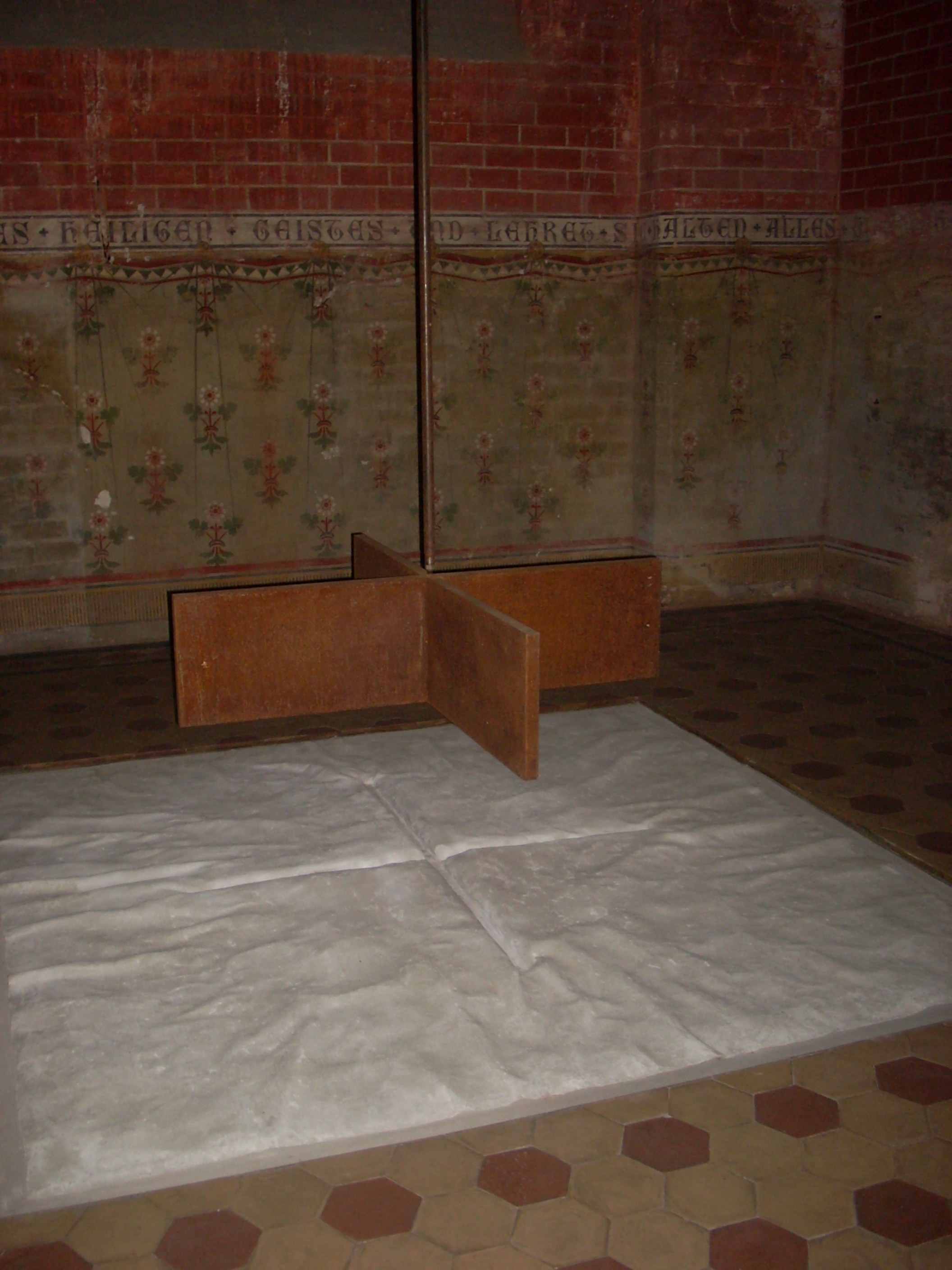
Plastik „Stigma“ des Crivitzer Bildhauers Wieland Schmiedel

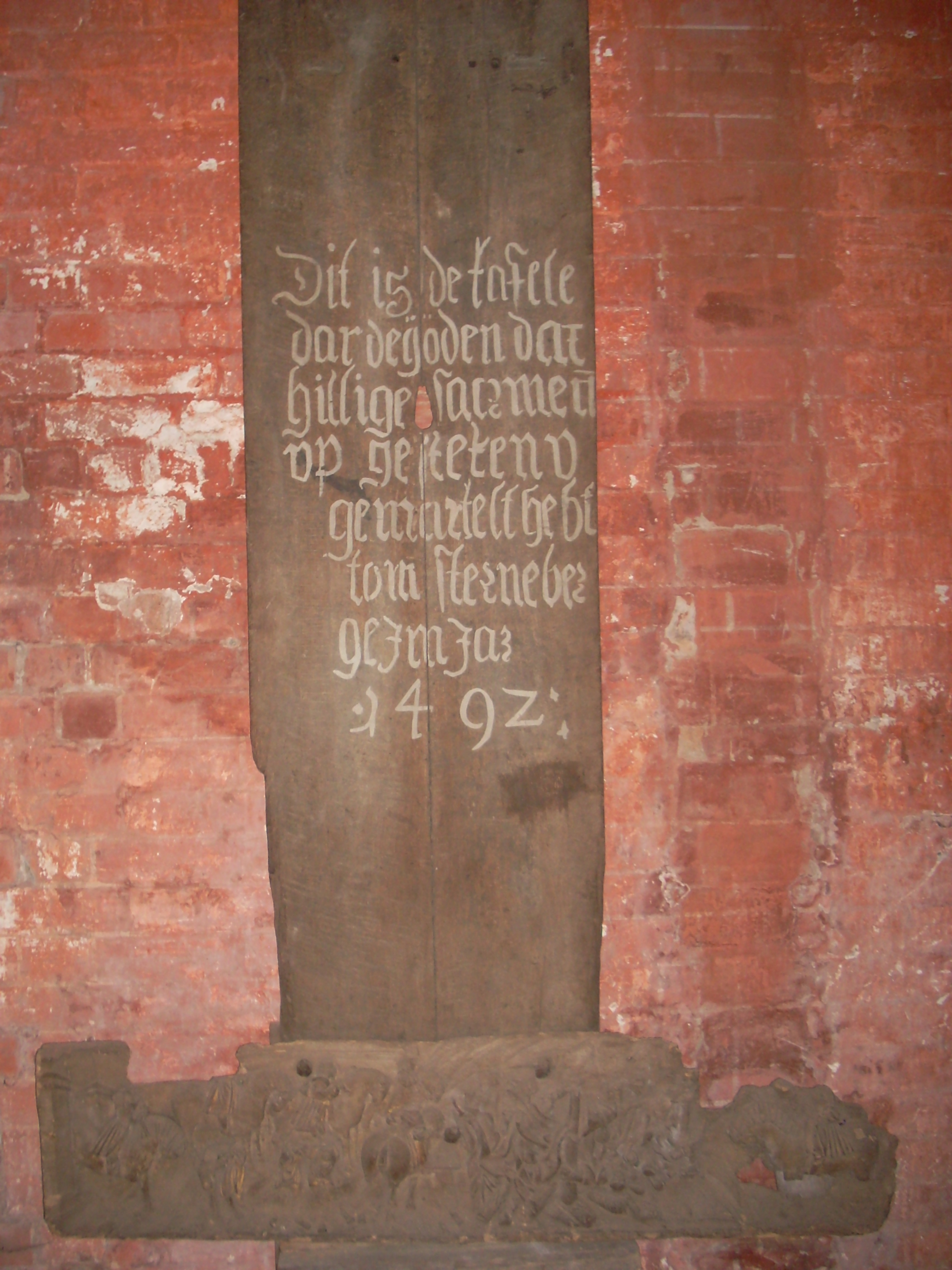
Tischplatte, Relikt des Hostienschänderprozesses

Die Kapelle des Heiligen Blutes, später auch Taufkapelle genannt, wurde für die Pilger gebaut, die nach dem Sternberger Hostienschänderprozess (1492) zur Verehrung des Heiligen Blutes nach Sternberg kamen. Sie ist ein schlichter Backsteinbau mit Vorhalle und Seitengang. Die Kapelle befindet sich an der Südwestseite der Kirche. Vom Windfang des Südportals führt eine kleine Treppe in die Taufkapelle. Die Kapelle wurde beim Stadtbrand 1741 in Mitleidenschaft gezogen, der von den Herzögen Heinrich V. und Albrecht VII. in Auftrag gegebene Altar von Erhard Altdorfer aus dem Jahr 1516 wurde im Jahr 1741 beim Brand vernichtet. Der Sockelbereich der Kapelle ist bis zu einer Höhe von ungefähr einem Meter mit einem stilisierten Blumenteppich bemalt. Vor dem Zugang zur Kapelle befindet sich eine mittelalterliche Tischplatte als Relikt aus der Zeit des Hostienschänderprozesses.
In der Mitte der Kapelle hängt derzeit ein Korpus mit kreuzförmigem Stempel über einem weißen Teppich mit Kreuzabdruck. Es handelt sich um die Plastik „Stigma“ des Crivitzer Bildhauers Wieland Schmiedel. Sie soll an das dunkle Kapitel des Hostienschänderprozesses erinnern.
In der Kapelle wurde vorher ein Relief mit der Darstellung der unschuldig Hingerichteten, vielleicht ein ehemaliger Altar, gezeigt. Des Weiteren befindet sich hier eine 1895 geschaffene neugotische Fünte des Hofbildhauers Rusch aus Wismar. Der Deckel stammt vom Doberaner Bildhauer Kasch. Ebenfalls hier zu sehen ist der Armenkasten. In diesem wurden die Spendengelder für die ärmeren Kinder Sternbergs gesammelt, um ihnen einen Schulbesuch zu ermöglichen. Diese Gegenstände befinden sich derzeit in der Hauptkirche. Über dem Übergang zur Winterkirche befindet sich in drei Metern Höhe ein Christusfresko. Die Kapelle ist außerdem mit einem schmalen gewölbten Gang an der Südseite mit der Winterkirche verbunden. Dieser wurde wohl für Prozessionen und Pilger angelegt.

### Winterkirche
Die Winterkirche entstand um 1500. Sie diente und dient heute als Gemeinderaum für den Winter, wenn der große Kirchenraum zu kalt für Gottesdienste ist. Sie befindet sich an der Südwestecke zwischen der Kapelle des Heiligen Blutes und dem Kirchturm. In der Winterkapelle wurden Altar und Kanzel der 1904 abgerissenen St. Jürgen-Kapelle aufgestellt. Der St. Georgsaltar aus der Zeit um 1500, ist ein geschnitztes Triptychon eines mecklenburgischen Meisters.
Der Altar zeigt den Heiligen Georg, wie er den Drachen tötet, aber auch zehn weitere Heilige. So wird Georg flankiert von einer Anna-selbdritt-Gruppe und einer dritten Figur (vermutlich Elisabet). Im linken Altarflügel sind Jakobus der Ältere, Ursula, eine unbekannte Figur und Paulus dargestellt. Im rechten Altarflügel sind Katharina, Mauritius, Sebastian und Nikolaus zu sehen. Die Außenseiten zeigen die Verkündigung des Herrn durch den Erzengel Gabriel.
Die Kanzel zeigt die Evangelisten Markus, Lukas und Matthäus.
Seit der Umgestaltung der Kirche im Jahr 1895 befinden sich hier mehrere alte Grabsteine. So ist hier das Epitaph für Theodor (Diedrich) von Plessen zu sehen. Er ist eine Arbeit des niederländischen Bildhauers Philipp Brandin.

### Turm

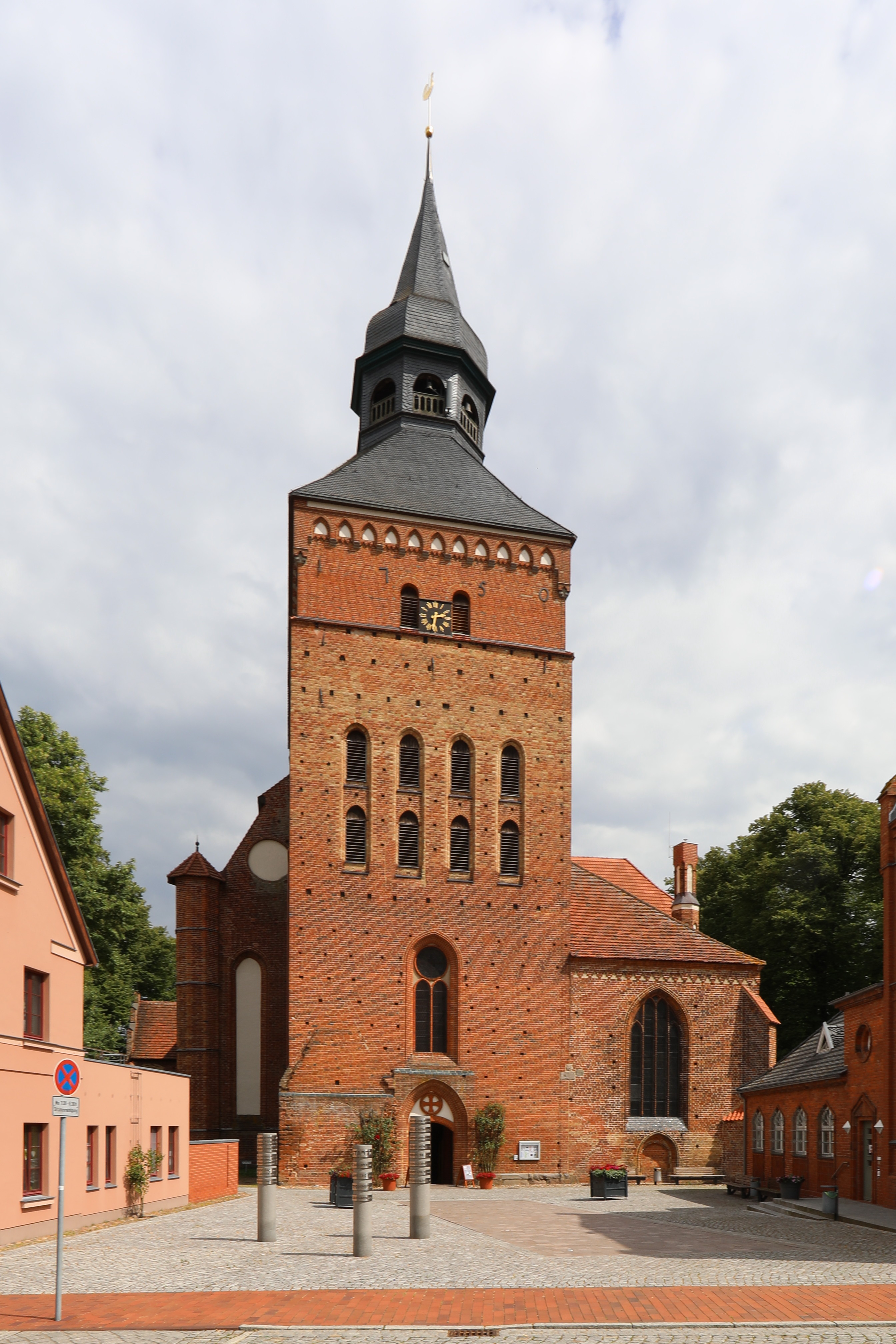
Westturm der Stadtkirche

Der quadratische zwölf mal zwölf Meter große Westturm in der Breite des Mittelschiffes wurde 1322 beendet. Der obere Teil des Turmes wurde nach den Stadtbränden von 1659 und 1741 neu gebaut. Das Fertigstellungsjahr 1750 ist am Turm weithin sichtbar angebracht. Die barocke Laterne wurde mit Helm im Jahr 1816 erneuert. Bei einem Blitzschlag im Jahr 1894 brannte der Turm erneut und erhielt 1895 sein heutiges, neugotisches Aussehen. Der 66 Meter hohe Turm ist für Besucher zugänglich und bietet von einer Plattform auf 55 Metern Höhe unter der Laterne einen Rundblick über die Stadt Sternberg und deren Umgebung.

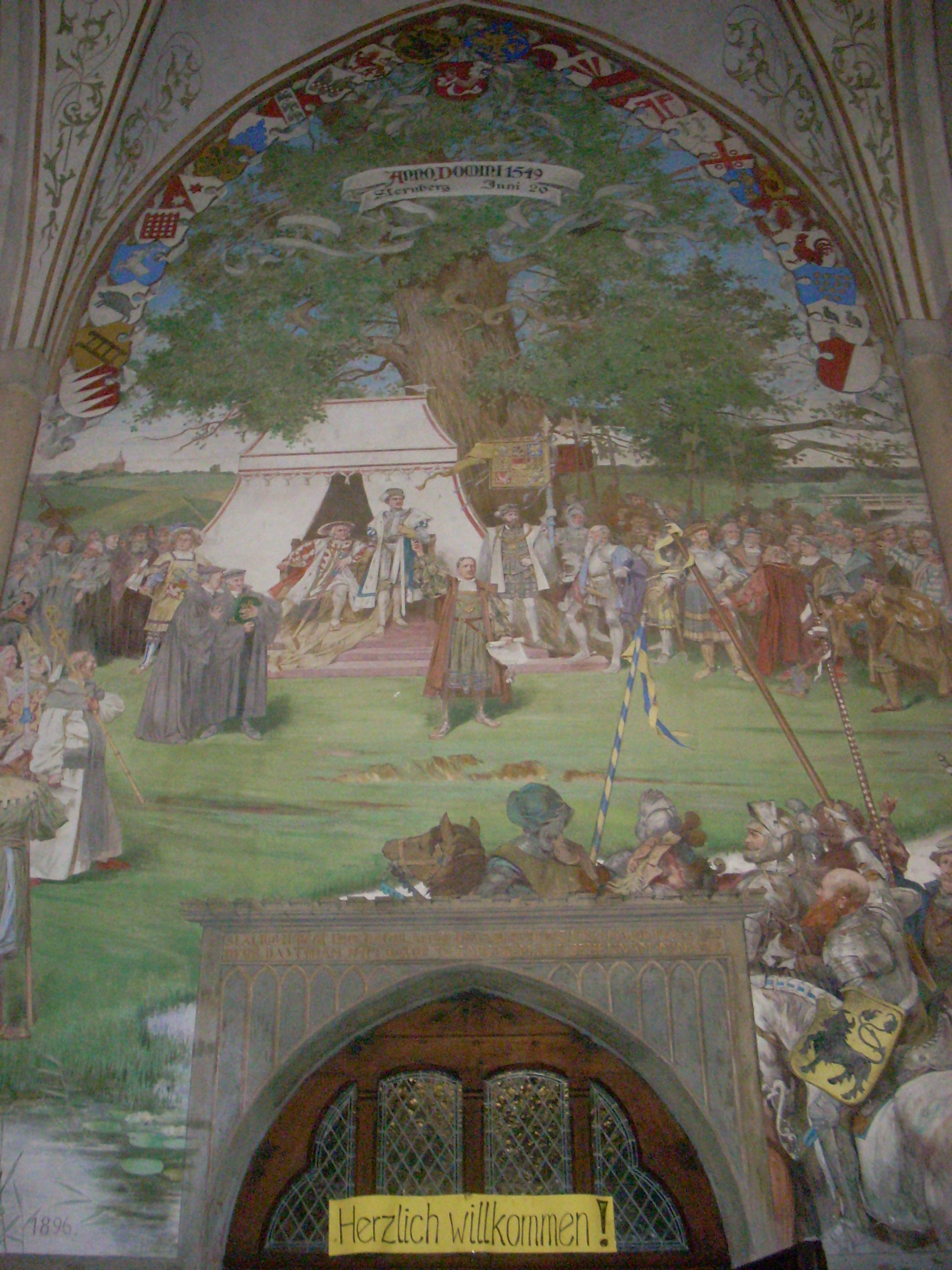
Fresko des Landtags an der Sagsdorfer Brücke

Im unteren Teil des Turmes befindet sich die Turmhalle. Auffallend ist hier das historisierende Fresko über dem Durchgang zur Kirche. Es stellt die Einführung der Reformation in Mecklenburg und den damit verbundenen Landtag an der Sagsdorfer Brücke bei Sternberg dar. Hier trafen sich seit 1275 die Herrscher von Mecklenburg und die mecklenburgischen Landesstände. Am 20. Juni 1549 entschieden sie sich dort gegen das Augsburger Interim des römisch-deutschen Kaisers Karl V., welches dem Protestantismus Einhalt gebieten sollte. Das Bild wurde im Jahr 1896 von Fritz Greve gemalt.
Unterhalb des Freskos stehen zwei historische Grabsteine, der spätmittelalterliche Stein des Johannes Sommer und der Grabstein der 1583 verstorbenen Kathrina Fanter. An der Nordseite der Turmhalle befindet sich eine marmorne Gedenktafel für die Gefallenen des Ersten Weltkrieges.

## Ausstattung
Der gesamte Innenraum der Kirche wurde in den Jahren 1895/96 unter Leitung von Gotthilf Ludwig Möckel aus Doberan neogotisch umgestaltet. Neben der Freilegung der unter dem Kalkanstrich verborgenen Malereien aus dem 14. Jahrhundert wurden Altar, Kanzel und Chorgestühl neu gestaltet.
Der Altar wurde von dem Doberaner Bildhauer Albert Kasch geschaffen. Er zeigt Reliefs von Melchisedek, Abel, Isaak und Aaron. Über ihnen ist der gekreuzigte Christus dargestellt. Zwischen Abel und Isaak sind Ähren und Trauben zu sehen. Sie erinnern an das Brot und den Wein des Abendmahls.
Die Kanzel entstammt ebenfalls der Werkstatt des Meisters Albert Kasch und zeigt als Schnitzwerk die vier Evangelisten Matthäus, Markus, Lukas und Johannes.
Zur ehemaligen Ausstattung gehören ein barocker Altar, der heute in Eldena steht, und eine Kanzel, die in der Sakristei eingelagert ist. Beide stammen aus dem Jahr 1747.

### Ausmalung
Die ursprünglich im 14. Jahrhundert farblich gestaltete Kirche wurde nach der Reformation weiß getüncht. Nach der Renovierung 1895 kam diese ursprüngliche Farbgebung wieder zum Vorschein. Alle Pfeiler sind mit Wappen, Weinranken und teppichartigen Mustern versehen. Die stilisierten rotbraunen Weinranken mit grünen Blättern und rotbraunen Trauben ziehen sich bis zum Kelchkapitell hinauf. Die teppichartigen Malereien gehen bis in halbe Höhe und werden mit den Wappen abgeschlossen.
Weitere Malereien finden sich auch im Gewölbe und in der Turmhalle.
An der Altarwand wurden während der Renovierungsarbeiten im Jahr 1895 zwei um 1350 geschaffene Fresken entdeckt. Das Fresko im Nordschiff zeigt Christus als Weltenrichter in der Mandorla vor einem sternenbesäten Hintergrund, umgeben von den Symbolen der vier Evangelisten und den Darstellungen von Maria und Johannes dem Täufer als Fürbitter der Menschen. Zu beiden Seiten befinden sich Bilder von je zwei Aposteln in Arkaden. Das südliche Fresko zeigt die Kreuzigung Jesu, mit den Assistenzfiguren Maria und Johannes, dem Lieblingsjünger Jesu. Der Name des Künstlers ist nicht bekannt.

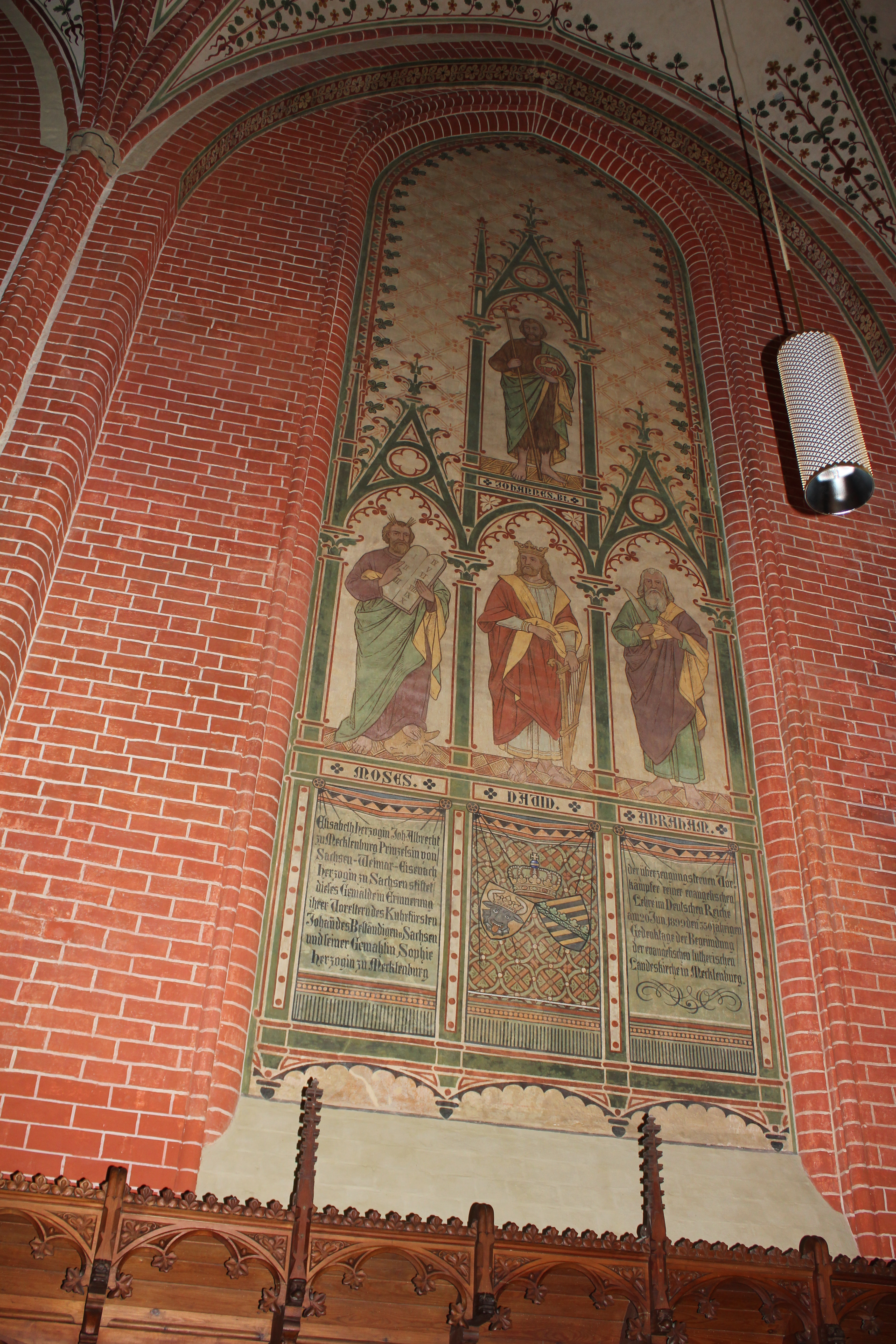
Gedenkfresko für die Einführung der Reformation in Mecklenburg

Im nördlichen Seitenschiff befindet sich über dem Eingang zur Sakristei ein Fresko, welches von Herzogin Elisabeth von Sachsen-Weimar-Eisenach, der Ehefrau Herzog Johann Albrechts zu Mecklenburg, im Jahr 1899 gestiftet wurde. Es zeigt Moses, David und Abraham und darüber Johannes den Täufer und erinnert an den 350-jährigen Gedenktag der Einführung der Reformation in Mecklenburg durch den Landtag zu Sternberg 1549. Auch hier findet sich kein Künstlername.

### Wappen

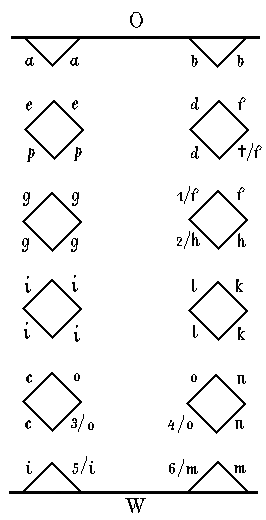
Wappenanordnung an den Säulen

In der Sternberger Kirche wurden an den Hauptsäulen 40 Wappendarstellungen angebracht, von denen 33 erhalten sind. Die Wappen wurden paarweise an den Säulen angeordnet. Von den meisten wurde nur ein Paar gemalt, von f, g und o zwei und von i drei Paare. Sechs Wappen wurden durch den Bau der Orgelempore (die Wappen o, o, i und m) sowie der neuen Kanzel (die Wappen f und h) überdeckt. Ein Wappen f (Stelle †) verschwand durch Übermalung mit der Darstellung der „Maria Verkündigung“. Bei den Wappen 1-6 und † ist auf der Skizze nur eine vermutete Anordnung eingetragen, da die Wappen durch die oben genannten Umbauten nicht mehr vorhanden sind. Diese mittelalterlichen Bilder wurden bei der Renovierung der Kirche im 19. Jahrhundert freigelegt.
Bei den Wappendarstellungen handelt es sich um folgende Wappengruppen:
- a: In Silber (Weiß) zwei quergelegte, abgewendete, vierzinkige schwarze Hirschstangen übereinander
- b: Von Silber (Weiß) über Schwarz geteilt und belegt mit einer schräg rechts gelegten, gespannten roten Armbrust
- c: Von Silber (Weiß) über Rot geteilt
- d: Geviert; Feld 1 silbern (weiß), Feld 2 schwarz, Feld 3 rot, Feld 4 grün
- e: In Silber (Weiß) ein abgestufter schwarzer Giebel
- f: In Silber (Weiß) ein halber steigender roter Bock
- g: In Rot über einer aufrechten blauen Pflugschar ein silberner (weißer) Zickzacksparren, oben begleitet von zwei einander zugeneigten blauen Pflugscharen
- h: In einem roten Feld mit durchgehendem silbernem (weißem) Kreuz ein silbernes (weißes) Schrägkreuz; beide Kreuze belegt mit grünen Blattranken
- i: In Schwarz ein siebenstrahliger silberner (weißer) Stern
- k: In Silber (Weiß) über zwei aufgerichteten roten Schmiedezangen eine dritte schrägrechts gestellt
- l: In Schwarz ein silberner (weißer) Schrägbalken, belegt mit einer schwarzen Ranke
- m: In Silber (Weiß) vier von der Mitte ausgehende schwarze Hahnenfederbüsche, schrägkreuzartig gestellt
- n: Durch eine Weinranke schräg geteilt von Silber (Weiß) und Schwarz
- o: In Silber (Weiß) ein aufgerichteter roter Greif, an der nördlichen Säule linksgewendet, an der südlichen rechtsgewendet, so dass sie in der paarförmigen Aufstellung als abgewendet erscheinen
- p: In Rot ein silberner (weißer) halber Flug

Die genaue Bedeutung dieser Wappen ist unbekannt. Die wahrscheinlichste Variante dürfte sein, dass es sich hier um die Wappen der Sternberger Stiftungsfamilien handelt. Ähnliches gibt es auch in anderen Kirchen wie in der Stiftskirche Bützow und dem Schweriner Dom.

### Orgel

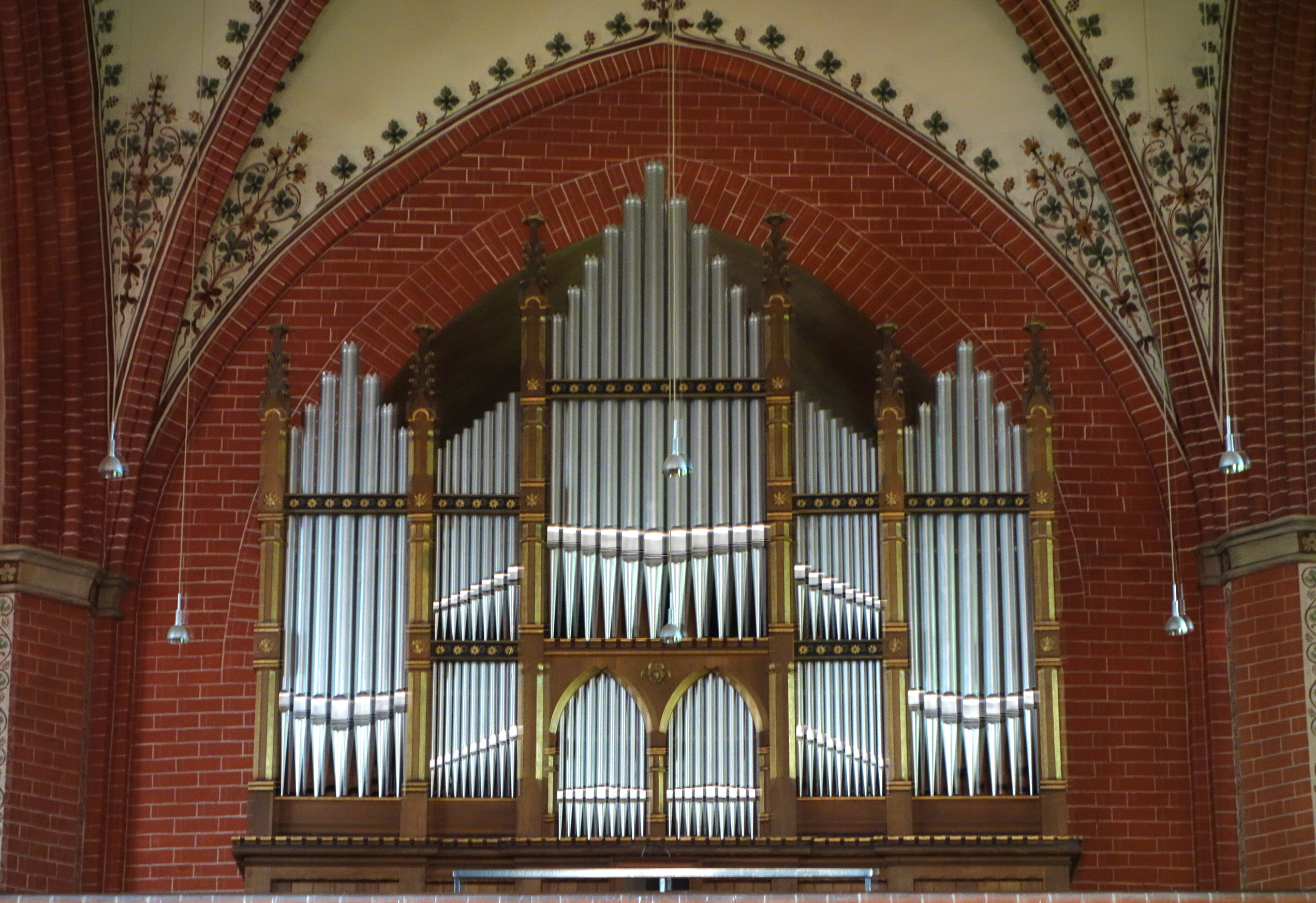
Orgelprospekt

Bei der Orgel in der Sternberger Kirche handelt es sich um das Opus 744 der Firma Eberhard Friedrich Walcker aus Ludwigsburg. Sie wurde 1895 auf der neu errichten Empore aufgebaut. Die Orgel war eine der ersten drei Hochdruckstimmenorgeln der Firma und hat 21 Register. Man findet eine ähnliche Orgel der Firma in einer Kapelle des Petersdomes in Rom. Die Orgel war eine Stiftung des damals in Sternberg ansässigen Musikinstrumentenhändlers Julius Heinrich Zimmermann aus St. Petersburg. In den Jahren 1990/1991 wurde sie von der Orgelwerkstatt Christian Scheffler aus Frankfurt (Oder) aufwändig restauriert, jedoch technisch nicht verändert. Die Wiedereinweihung fand am Pfingstsonntag, dem 19. Mai 1991 statt.
Die unveränderte Disposition lautet:
| I Manual C–f3 |       |
| Bordun        | 16′   |
| Principal     | 8′    |
| Flöte amabile | 8′    |
| Gamba         | 8′    |
| Dulciana      | 8′    |
| Octav         | 4′    |
| Rohrflöte     | 4′    |
| Octav         | 2′    |
| Mixtur IV     | 2 ⁄3′ |
| Trompete      | 8′    |

| II Manual (schwellbar) C–f3 |    |
| Geigenprincipal             | 8′ |
| Liebl. Gedeckt              | 8′ |
| Salicional                  | 8′ |
| Aeoline                     | 8′ |
| Flöte                       | 4′ |
| Clarinette                  | 8′ |

| Pedal C–d1   |     |
| Violonbass   | 16′ |
| Subbass      | 16' |
| Octavbass    | 8′  |
| Posaunenbass | 16′ |

Extralade C–f4 für Stentorflöte 8′, die wahlweise vom I. oder II. Manual angespielt werden kann.
- Koppeln:
  - Normalkoppeln: II/I, I/P, II/P
  - Superoktavkoppel für Stentorflöte
- Spielhilfen: Auslöser für Tutti und Coppeln, Kollektivtritte (Forte, Piano).

### Glocken

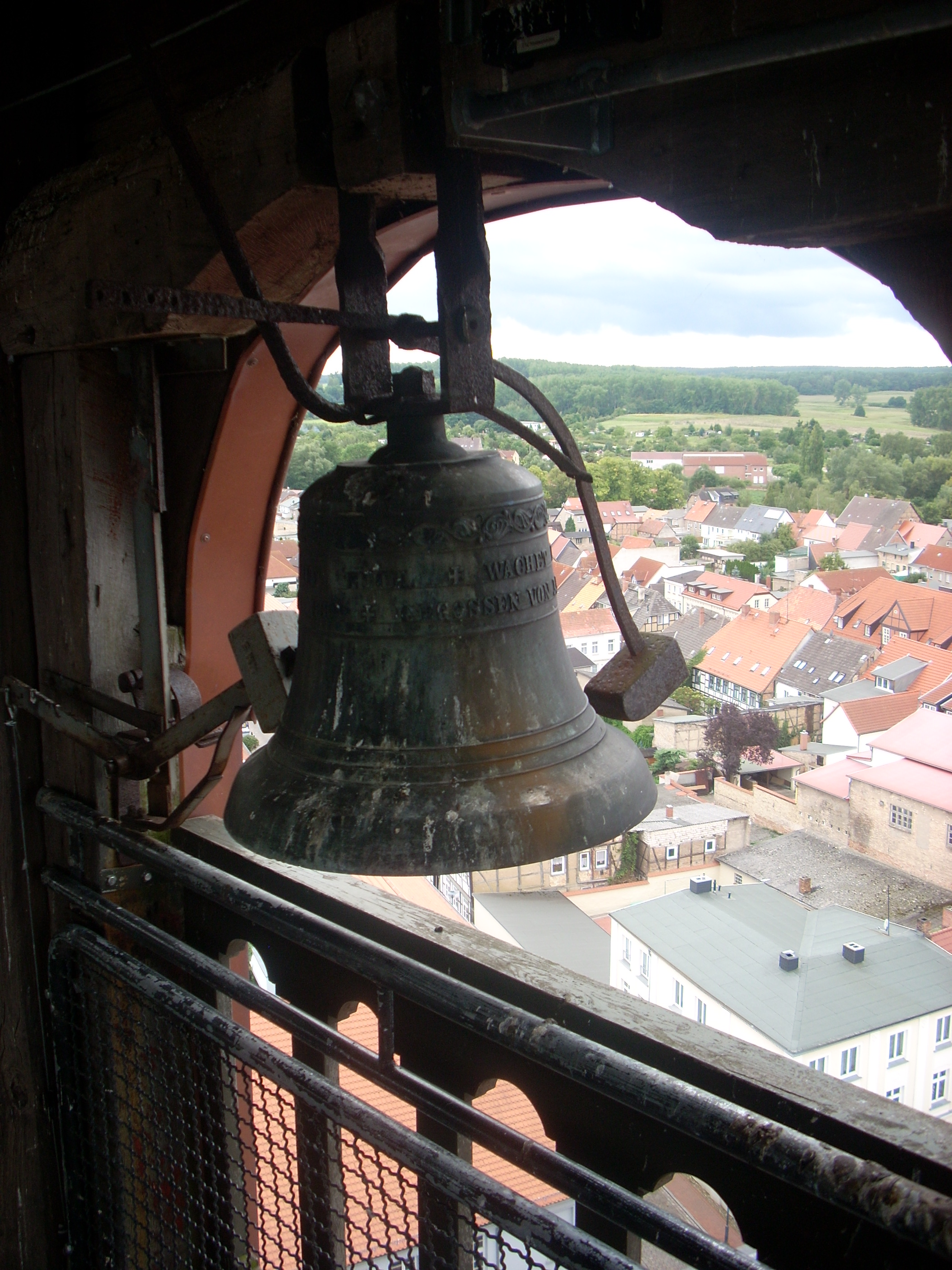
Kirchuhrglocke auf der Aussichtsplattform

Auf halber Höhe des Kirchturmes befindet sich der Glockenraum. Hier hängen derzeit zwei Glocken. Nach dem großen Stadtbrand im Jahr 1741 waren ursprünglich drei Glocken installiert. Diese wurden in den Jahren von 1750 bis 1767 gegossen. Von den vor dem Stadtbrand vorhandenen Glocken ist nichts bekannt. Zwei der Glocken aus den Jahren 1750–1767 erlitten das gleiche Schicksal wie viele andere Glocken auch, sie wurden während des Ersten Weltkrieges abgenommen und als Metallspende eingeschmolzen. Von ihnen sind nur noch die Halterungen und die eisernen Klöppel vorhanden. Die noch vorhandene ältere Glocke trägt die Inschrift Soli deo Gloria. O. G. M. in Rostock Ao 1750, wobei die drei Initialen für den Glockengießer Otto Gerhard Meyer aus Rostock stehen. Die noch vorhandene größere Glocke stammt aus dem Jahr 1971 und trägt die Inschrift + ET IN TERRA PAX STERNBERG AD 1971. In der Ebene über den Glocken befindet sich die Turmuhr. Sie ist nicht frei sichtbar, sondern wurde zum Schutz vor Tauben eingehaust. Die Uhr wurde im Jahr 1984 installiert und ist über Achsen mit den drei Zifferblättern verbunden. Darüber hinaus bedient die Uhr zwei am Rand der Aussichtsplattform befindliche Glocken. Diese wurden im Jahr 1889 in Hildesheim gegossen. Die früher hier befindliche Totenglocke wurde ebenfalls während des Ersten Weltkrieges eingeschmolzen.

## Pastoren
Namen und Jahreszahlen bezeichnen die nachweisbare Erwähnung als Pastor.
- 1572–1581 Simon Gutzmer, ab 1568 Kaplan, 1572 erster Pastor
- 1621–1638 dessen Sohn Michael Gutzmer, ab 1628 Rektor in Sternberg
- 2013–2018 Pastorin Katrin Teuber
- 2019–0000 Ludwig Hecker, ab 1. Oktober 2019 auch in Witzin und Dabel.

## Heutige Gemeinde
Zur Kirchengemeinde Sternberg gehören die Dörfer Sternberger Burg, Sagsdorf, Groß Görnow, Klein Görnow, Sülten, Weitendorf, Kobrow und Stieten.
In der Sternberger Stadtkirche finden Gottesdienste, Konfirmation, Trauerfeier, Hochzeiten und Konzerte statt.